# Cinnamodendron
Cinnamodendron — рід квіткових рослин родини канелові (Canellaceae). Поширений в Південній Америці та Вест-Індії.

## Опис
Квіти мають 6-10 пелюсток. Тичинок 6-10. Плодолистків 2-4(-6). Листя від еліптичного до оберненояйцеподібного. Стиглий плід до 2 см завдовжки.

## Види
1. Cinnamodendron angustifolium — Гаїті
2. Cinnamodendron axillare — Бразилія
3. Cinnamodendron corticosum — Ямайка
4. Cinnamodendron cubense — Куба
5. Cinnamodendron dinisii — Бразилія
6. Cinnamodendron ekmanii — Домініканська Республіка
7. Cinnamodendron occhionianum — Бразилія
8. Cinnamodendron sampaioanum — Бразилія
9. Cinnamodendron tenuifolium — Суринам
10. Cinnamodendron venezuelense — Венесуела